# Akira Fukuhara
Akira Fukuhara (jap. 福原 彰, Fukuhara Akira; * 7. Oktober 1929) ist ein japanischer Jazz- und Unterhaltungsmusiker (Trompete, Posaune, auch Ventilposaune).
Akira Fukuhara arbeitete in der japanischen Jazzszene ab den 1950er-Jahren; zunächst nur als Trompeter aktiv, gehörte er 1956 und erneut 1958 der vom Swing Journal ausgewählten All-Star-Band an. Gegen Ende des Jahrzehnts spielte er bei Hideo Shiraki und bei Kōnosuke Saijō, 1963 mit Toshiko Akiyoshi und 1964 mit Charlie Mariano/Hideo Shiraki (Jazz-Interession, 1964, mit Masao Yagi, Hidehiko Matsumoto, Masanaga Harada). Im Bereich des Jazz listet ihn Tom Lord zwischen 1956 und 1964 bei 16 Aufnahmesessions.
In den folgenden Jahren verlagerte sich Fukuhara auf Unterhaltungsmusik: Bereits 1962 erschien ein erstes 8-Zoll-Album bei King (Love Themes), auf dem er Pop-Standards wie „Love Me Tender“, „Love Walked in“, „Love Is a Many Splendored Thing“ und  „Secret Love“ interpretierte. 1969 legte er bei Victor mit dem Tenorsaxophonisten Yasunobu Matsuura ein gemeinsames Easy-Listening-Album (銀座の女) vor, mit Arrangements von Shinzo Teraoka und Susumu Kondo. In dieser Zeit hatte er ein Quintett, mit dem er Alben wie Minatomachi Blues / Yoru no Trumpet (港町ブルーズ / 夜のトランペット) und Midnight Trumpet (Victor) vorlegte. Mit dem Polydor Symphonic Tango Orchestra nahm Fukuhara die LP Latin & Tango auf, mit Akira Fukuhara & Modern Sounds das Album Blue Trumpet (1979), ein Cover von Keiko Fujis Nummer-eins-Hit Keiko no Yume wa Yoru Hiraku (圭子の夢は夜ひらく; 1970).